# Felipe Antonio Fernández Vallejo

Felipe Antonio Fernández Vallejo (Ocaña, Toledo, 31 de marzo de 1739 - Santiago de Compostela, 8 de diciembre de 1800), eclesiástico e historiador español, obispo de Salamanca (1794-1797) y arzobispo de Santiago de Compostela.

## Biografía
Doctor en Teología por Alcalá y Sigüenza, fue colegial y rector del Colegio de San Ildefonso en Alcalá de Henares. Muy estudioso de la historia y la literatura nacionales, fue nombrado académico de la Real Academia de la Historia y consiguió una canonjía en la Catedral de Zaragoza y luego otra de Maestrescuela en la de Toledo. Allí se trató con otros canónigos ilustrados de similares inquietudes intelectuales y también futuros arzobispos: Francisco Antonio de Lorenzana y Francisco Fabián y Fuero. Él descubrió en la biblioteca capitular de la iglesia primada un manuscrito con la Representación de los Reyes Magos, más conocida como Auto de los Reyes Magos, del siglo XII, poco posterior a 1150, primer ejemplo de teatro escrito en castellano, y otras piezas dramáticas (Bien vengades, pastores y el Auto de la Sibila). Dio cuenta de su existencia en unas Memorias i disertaciones que podrán servir al que escriba la historia de la iglesia de Toledo desde el año MLXXXV en que conquistó dicha ciudad el rei don Alonso VI de Castilla (1785), muy útiles además por haber copiado en ellas los índices e inventarios medievales de dicha biblioteca.
Pío VI lo nombró obispo de Salamanca en 1794 y durante esos años (1795-1797) fue también Presidente del Supremo Consejo de Castilla. En diciembre de 1797 lo nombraron Arzobispo de Santiago de Compostela y tomó posesión al año siguiente, pero ya se hallaba tan enfermo que pasó su residencia a la cercana aldea de Lestrove, cerca de Padrón, y murió pocos años después, en 1800, legando sus bienes a su hermana Vicenta.